# Schönbergturm
Der Schönbergturm ist ein 26,4 Meter hoher Aussichtsturm, der 1905 nach einem Entwurf des bekannten Architekten Theodor Fischer auf der Schwäbischen Alb in Baden-Württemberg erbaut wurde. Er gilt als Wahrzeichen von Pfullingen. Der Turm steht auf dem Schönberg (ursprünglich Schemberg), einem 793 Meter hohen Berg am Albtrauf, der zwei Kilometer südlich von Pfullingen den Ausgang des Echaztals überragt. Wegen seiner Form und Farbe wird der Turm im Volksmund auch „Pfullinger Unterhose“ / „Onderhos“ genannt. Der Schönberg bildet auf seinem Gipfel ein fast ebenes Plateau, an dessen Ostspitze der Turm steht.

## Geschichte

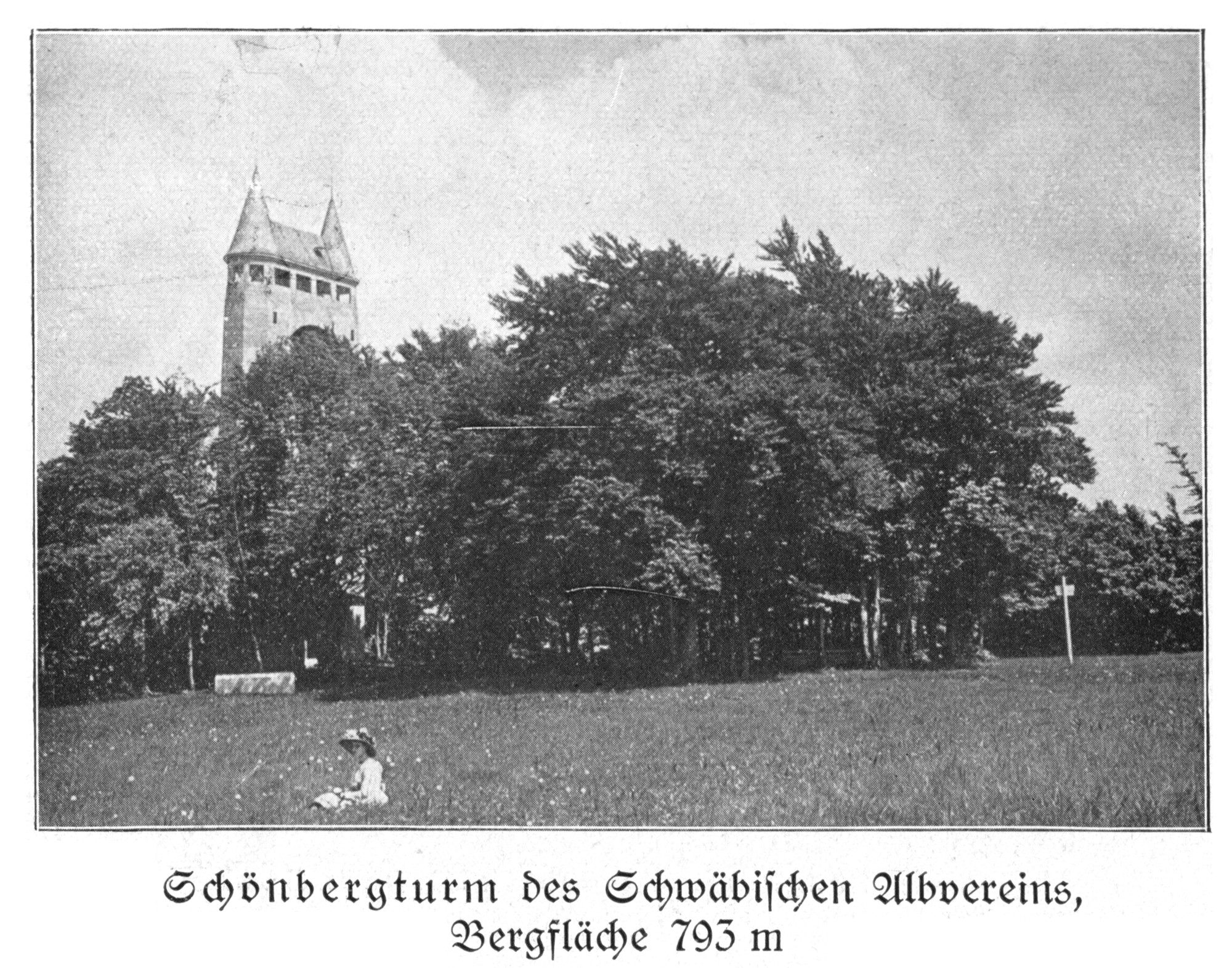
Frühe Aufnahme (um 1914)

Bauherr des Schönbergturms war der Schwäbische Albverein. 1893 gab es erste Bestrebungen, auf dem Schönberg einen Turm zu bauen; zur Ausführung kam dann 1905 der Entwurf von Fischer, der auch die Pfullinger Hallen entwarf. Die Baugenehmigung wurde am 28. Juni 1905 durch das Oberamt Reutlingen erteilt, der Bau von August bis November desselben Jahres durch die Stuttgarter Bauunternehmung Luipold & Schneider und deren Ingenieur Simeon Zipkes ausgeführt. Am 25. März 1906 fand die Einweihungsfeier statt. Die Errichtung des Turms kostete 17.000 Mark (in heutiger Währung etwa 200.000 Euro) und wurde hauptsächlich durch den Pfullinger Unternehmer und Mäzen Louis Laiblin finanziert.
Der in Eisenbeton ausgeführte Turm ist inklusive Fundament 28 Meter hoch und besteht aus zwei achteckigen Turmschäften mit je einer Treppe für Auf- und Abstieg, die oben durch die 8,5 Meter breite Galerie sowie unten durch den Eingangsbereich verbunden sind. Die Dächer über der Aussichtsplattform und über dem Eingangsbereich waren ursprünglich mit Holzschindeln gedeckt; erst im November 1949 wurden die Dachflächen mit Kupferblech belegt, das mittlerweile mit grüner Patina überzogen ist.
2006 wurde der Schönbergturm anlässlich seines 100. Geburtstags in eine riesige „Unterhose“ gehüllt. Vom 2. bis zum 29. Juli trug der Turm dieses „Kleidungsstück“ und wurde nachts beleuchtet. Für den erhofften Eintrag in das Guinnessbuch der Rekorde reichte es trotzdem nicht: 2005 wurde in Bolton, Vereinigtes Königreich, eine noch größere Unterhose erfasst. Aus dem Stoff der „Unterhose“ wurden nach dem Ende der Aktion 340 Umhängetaschen genäht, die käuflich erworben werden konnten.

## Weitere Details
Die eigenwillige Konstruktion als Doppelturm ist selten. Am Albtrauf weit sichtbar über dem Albvorland thronend, stellt er sinngemäß das Tor zur Schwäbischen Alb dar.
Der Schönbergturm ist nur zu Fuß erreichbar; das Waldgebiet um den Schönberggipfel ist lediglich durch schmale, teils steile Waldpfade erschlossen. Eine asphaltierte Straße führt bis 500 Meter an den Gipfel heran zu einem Parkplatz auf der „Wanne“. Der Hauptwanderweg Schwarzwald-Schwäbische-Alb-Allgäu-Weg (HW 5) des Schwäbischen Albvereins führt ebenfalls über den Berg.
Eigentümer des Turms ist noch immer der Schwäbische Albverein, der ihn an Sonn- und Feiertagen bewirtschaftet. Dies wird weithin durch eine am Westturm gehisste Fahne signalisiert. Unterhalb des Turms stehen Bänke und Tische für Picknicks, außerdem sind dort zwei Feuerstellen und ein Kiosk.
Der Turm ist ständig geöffnet. Von der Aussichtsplattform, die über 108 Stufen erreicht werden kann, hat man einen sehr guten Ausblick über das Albvorland und Schönbuch. Bei klarem Wetter kann man auch den Stuttgarter Fernsehturm am Horizont erkennen, ebenso den Schurwald und das Heizkraftwerk Altbach/Deizisau. Von Nordwest nach Südost blickt man auf den Albtrauf zwischen Jusi und Roßberg.